# Матвеєва
Матве́єва (рос. Матвеева) — присілок у складі Горноуральського міського округу Свердловської області.
Населення — 100 осіб (2010, 128 у 2002).
Національний склад станом на 2002 рік: росіяни — 98 %.